# 蘇瓦烏基峽
54°12′N 23°24′E / 54.2°N 23.4°E

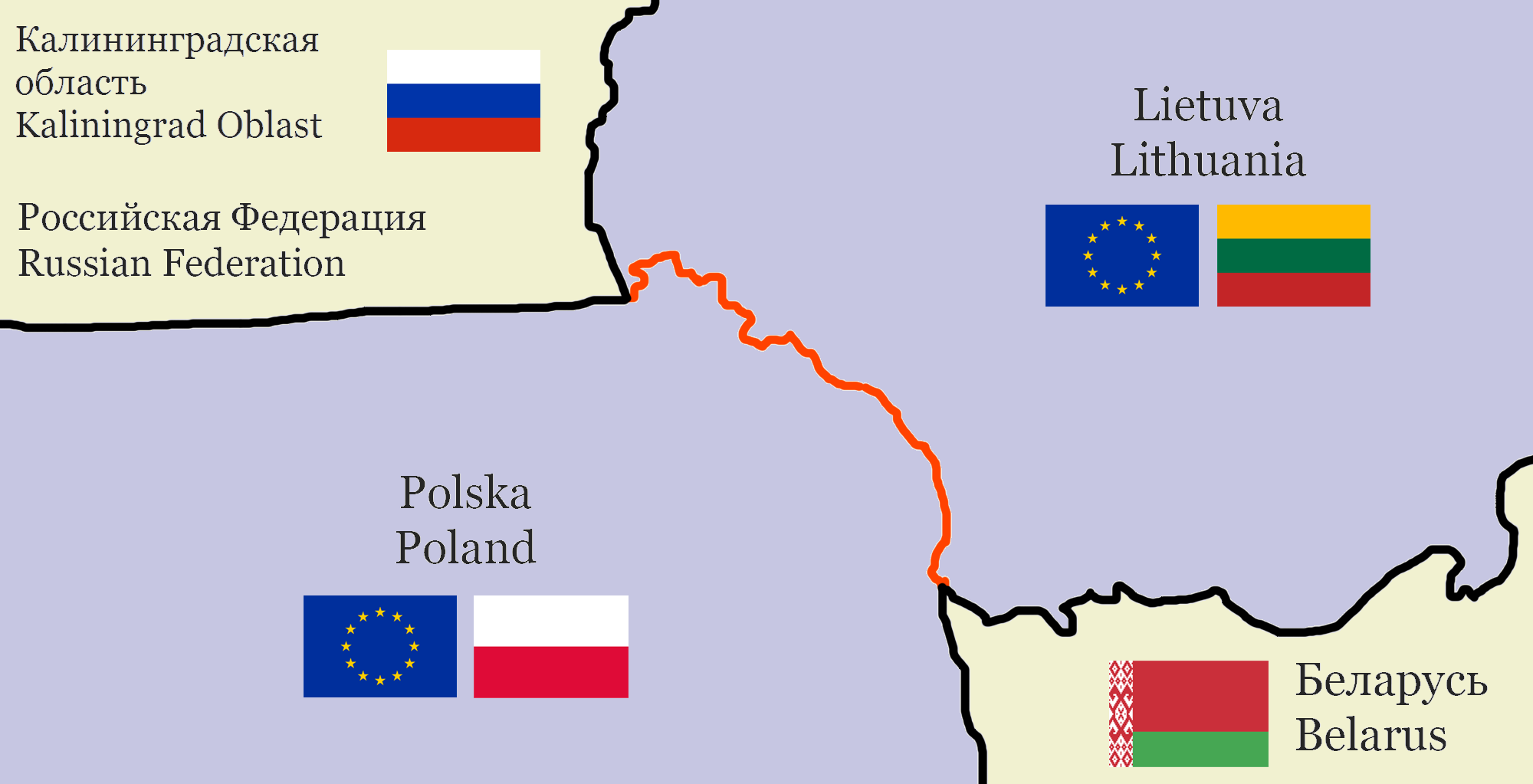
苏瓦乌基峡
（橙色綫為波立邊境）

欧洲地图，北约国家为深蓝色，集体安全条约组织国家为黄色，波立边境以红色突出显示

苏瓦乌基峽，又称苏瓦乌基走廊 ，是一个人口稀少的地区，位於立陶宛—波蘭邊界（下稱波立邊境）西南一帶，白俄罗斯西北部和俄罗斯飞地加里宁格勒州東部之间。此地區以波兰小镇苏瓦乌基命名，自从波兰和波罗的海国家加入北約以来，这个咽喉點就開始具有重要的战略和军事意义。